# Коростельов Володимир Олександрович
Володимир Олександрович Коростельо́в (нар. 21 червня 1925, Новоросійськ — пом. 21 липня 2001, Суми) — український живописець; член Спілки радянських художників України з 1971 року. Заслужений діяч мистецтв УРСР з 1985 року.

## Біографія
Народився 21 червня 1925 року в місті Новоросійську (нині Краснодарський край, Росія). Брав участь у німецько-радянській війні. 1955 року закінчив Кримське художнє училище імені Миколи Самокиша у Сімферополі, де навчався зокрема у Віктора Апановича і Федора Захарова
З 1975 року — у Сумах. Упродовж 1984—1988 років був першим головою Сумської організації Спілки радянських художників України. Жив у будинку на вулиці Кірова, № 122, квартира № 69. Помер у Сумах 21 липня 2001 року.

## Творчість
Працював у гаузі станкового живопису. Створював переважно сільські пейзажі. Серед робіт:
- «Полудень» (1960, полотно, олія);
- «Селище лісорубів» (1968);
- «Партизани Карпат» (1969; 1975);
- «Перший сніг» (1971, полотно, олія);
- «Осінь у Карпатах» (1972);
- «Карельські береги» (1972);
- «Заоніжжя» (1989);
- «Осінь у Карелії» (1989);
- «Садиба Харитоненка» (1990);
- «Спогади» (1994, полотно, олія);
- цикл «Пори року на Сумщині» (1991–1995).

Брав участь в обласних, всеукраїнських, всесоюзних і закордонних мистецьких виставках з середини 1950-х років. Персональні виставки відбулися у Запоріжжі у 1971 році, Лебедині у 1975 році, Сумах у 1975, 1985, 1995 роках.
Деякі каритини художника зберігаються у Сумських художньому та краєзнавчому музеях, Лебединському художньому музеї.